# Дахнівська волость
Да́хнівська во́лость — адміністративно-територіальна одиниця (волость) в складі Черкаського повіту Російської імперії, пізніше СРСР, до 1923 року.
Центром волості було село Дахнівка, яке нині є одним з мікрорайонів міста Черкаси.
7 березня 1923 року Президія Всеукраїнського Виконавчого Комітету постановила створити Черкаський район, куди увійшли землі Дахнівської, Мошенської та Руськополянської волостей..